# Bitchfield and Bassingthorpe
Bitchfield and Bassingthorpe est une paroisse civile du Lincolnshire, en Angleterre.